# Juan Larrea
Juan Larrea (Bilbao, 13 marzo 1895 – Córdoba, 9 luglio 1980) è stato uno scrittore e poeta spagnolo appartenente alla generazione del '27.
(Juan Larrea, da Versione Celeste, Formule)

## Biografia
Attraverso Gerardo Diego e Vicente Huidobro, il giovane Larrea cominciò ad appassionarsi alla poesia, cercandovi in essa una via di uscita dalla realtà mediocre che lo circondava. Sebbene conducesse una vita relativamente agiata come archivista e bibliotecario, la sua insoddisfazione per il mondo e con se stesso lo portò a intraprendere una doppia fuga: prima a Parigi, dove abbandonò lo spagnolo come lingua di creazione adottando il francese e insieme al suo amico César Vallejo, creò la rivista Favorables París Poema. La seconda fase della sua fuga lo portò al Nuovo Mondo, e allo studio delle culture precolombiane. Nel 1932 abbandonò la creazione poetica.
Dopo la Guerra Civile, si esiliò definitivamente in America e intraprese un'opera saggistica di gran rilievo, nella quale emergono i suoi studi sopra César Vallejo, Vicente Huidobro, il surrealismo, la Guernica di Picasso e Machu Picchu.
La vita di Larrea è una successione di coincidenze significative, al modo del caso oggettivo (azar objetivo) surrealista. Interpretò gli accidenti della stessa (e della società nel suo insieme) come la manifestazione di una volontà o necessità superiore, che faceva necessaria una enorme crisi materiale e spirituale (manifestata nelle avanguardie e nelle due Guerre Mondiali). Dopo le sue convulsioni emergerebbe un Nuovo Mondo spirituale (identificato in buona parte con il Nuovo Mondo fisico: America), del quale vari artisti (Rubén Darío, Vicente Huidobro, e lui stesso) erano stati, coscientemente o meno, profeti.
Come poeta, la sua popolarità ha subito un destino singolare: dopo un inizio promettente (il suo amico Gerardo Diego gli conferì un posto a parte nella sua Antología, divulgando così alcune poesie notevoli), il suo esilio fece di lui un perfetto sconosciuto in Spagna. Tuttavia, alla fine degli anni 60 un nuovo interesse per il surrealismo e le avanguardie porta alla pubblicazione dell'opera poetica completa di Larrea (tradotta in maggior parte dal francese), prima in Italia e poi in Spagna, con il titolo di Versione Celeste (Versión celeste).
Molti critici riscoprono così Larrea, proclamandolo allora il maggior poeta dell'avanguardia spagnola. Per la audacia delle sue immagini, studiosi come Vittorio Bodini lo ascrivono al surrealismo, dai cui presupposti teorici viene avvertito tuttavia molto distante. Nemmeno ha buon esito il tentativo di includerlo nella Generazione del 27, poiché Larrea non tenne contatto con la maggioranza dei suoi adepti. Secondo l'opinione proprio di Larrea, l'etichetta che più gli si attaglia è quella generica di ultraista, dopo la sua parabola fu un suo intento costante di andare oltre (ultra) più in là ("más allá") del suo ambito vitale e sociale che lo opprimeva.
Dopo la sua morte, avvenuta il 9 luglio del 1980, l'opera di Larrea, soprattutto la saggistica, torna in un alone di oscurità. La sua poesia conserva un prestigio, ma Larrea costituisce più un poeta per pochi eletti ("poeta de culto") che un artista realmente influente: questo sia per la deriva realista della poesia spagnola recente, sia per la difficoltà intrinseca dei suoi versi.
Nel 1990, la casa editrice Seix Barral pubblicò una selezione a cura di Pere Gimferrer di un diario poetico che Larrea aveva scritto tra gli anni 1926 e 1934 sotto il titolo di Orbe, utilizzato dall'autore come anagramma di Ebro. Similmente tanto nella sua concezione come nelle sue vicissitudini del Libro dell'inquietudine (Libro del desasosiego) di Fernando Pessoa, costituisce una interessantissima testimonianza dell'intimo impulso vitale di un poeta nella gestazione della sua opera durante la febbrile epoca tra le due guerre (entreguerras).
Nel 2007, la casa editrice Renacimiento pubblicò a sua volta Illeggibile, figlio di flauto (Ilegible, hijo de flauta), un copione cinematografico elaborato insieme da Larrea e Luis Buñuel a partire da un racconto originale del primo, che per dissapori fra gli autori non venne ad essere realizzato come film da parte del cineasta.

## Stile
L'opera poetica di Larrea si caratterizza per l'irrazionalismo radicale del suo discorso, che tuttavia conserva sempre una sintassi lucida e cristallina, molto lontana dal flusso di coscienza (fluido de conciencia), metodo utilizzato anche dal ben più noto James Joyce, o dagli intenti più o meno fedeli alla scrittura automatica degli altri poeti dell'avanguardia. Spesso, i suoi versi sono massimamente veritieri, distillati da una logica peculiare ma impeccabile :
Per il proprio peso la tristezza scende i gradini della scala sociale
L'impossibile ritorna, molto poco a poco, inevitabile.
Evoluzione stilistica
Inizialmente il legame che ancora, in un modo o nell'altro, univa il poeta basco agli stilemi ultraisti fa trasparire l'esistenza di una concezione e una forma insolita rispetto alla produzione complessiva della sua opera. Nelle poesie giovanili troviamo spesso il gioco linguistico, l'ambiguità semantica, la paronomasia, l'ironia tipica dell'avanguardia ispanica con le sue rappresentazioni iconiche e calligrammatiche, che più tardi raramente ritroveremo nella sua opera.
Larrea, insofferente, si allontanerà dalla Spagna e successivamente dall'Europa. Emblematica a questo proposito è Evasione, la prima poesia ultraista in spagnolo di Versione celeste che, come afferma il poeta stesso, predisse eventi futuri, ovvero la fuga in Francia e poi nelle Americhe, una fuga che implica altresì l'abbandono di ismi e consuetudini letterarie vigenti nel vecchio continente.
ancora devo fuggire da me stesso"»
(Juan Larrea, Versione Celeste, Evasione)

## Opere

### Poesie
- Oscuro dominio (Messico, 1935)
- Versión celeste (1969),[1]

### Saggi
- Arte Peruano (1935)
- Rendición de Espíritu (1943)
- El Surrealismo entre Viejo y Nuevo mundo (1944)
- The Vision of the "Guernica" (1947)
- La Religión del Lenguaje Español (1951)
- La Espada de la Paloma (1956)
- Razón de Ser (1956)
- César Vallejo o Hispanoamérica en la Cruz de su Razón (1958)
- Teleología de la cultura (1965)
- Del surrealismo a Machu Picchu (1967)
- Guernica (1977)
- Cara y cruz de la República (1980)

### Diario poetico
- Orbe (1990)

### Copione cinematografico
- Ilegible, hijo de flauta (2007)